# 스중구 (러산시)

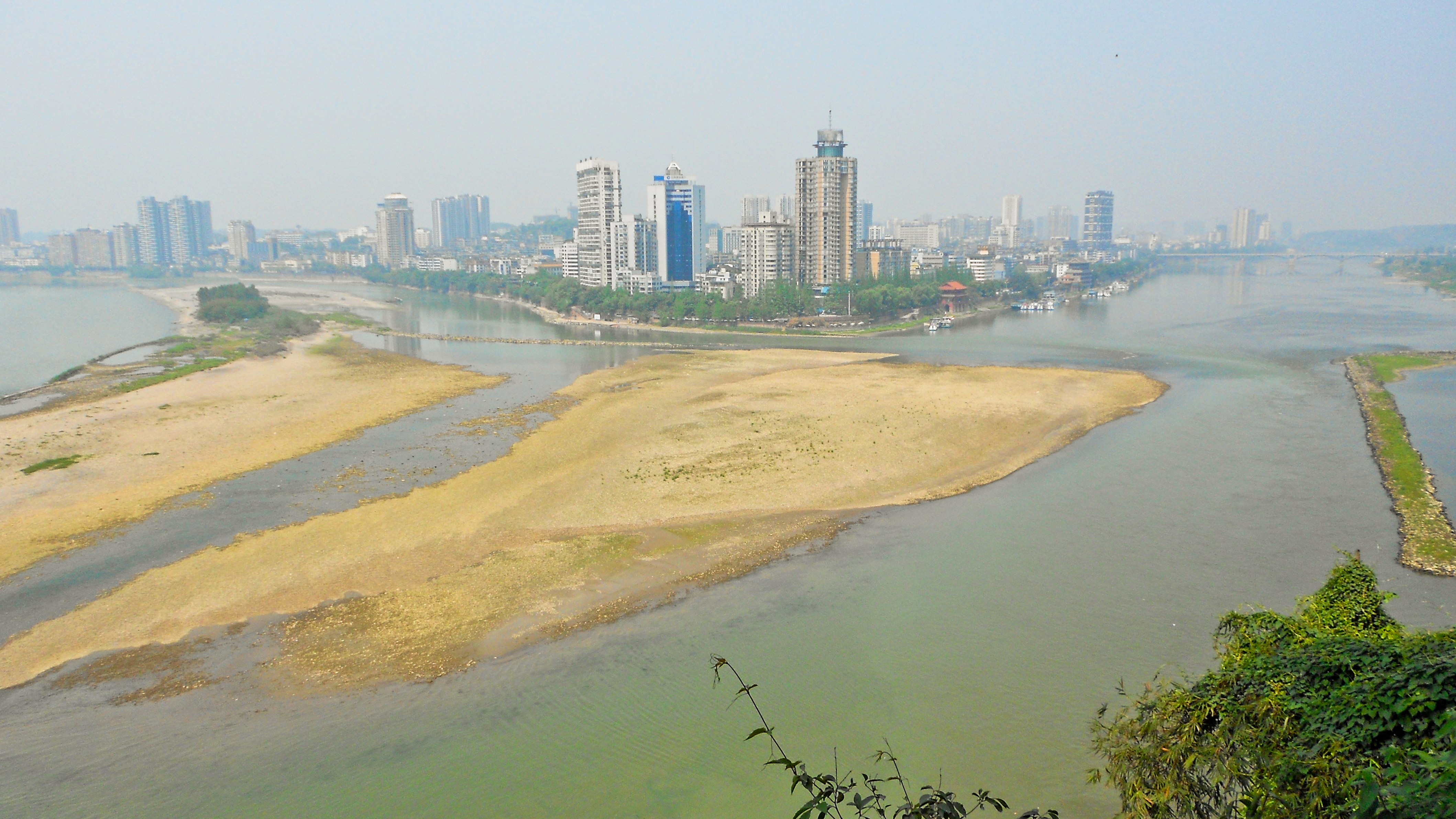

스중구(한국어: 시중구, 중국어: 市中区, 병음: Shìzhōng Qū)는 중화인민공화국 쓰촨성 러산 시의 현급 행정구역이다. 넓이는 825km2이고, 인구는 2007년 기준으로 580,000명이다.

## 기후
연평균 기온은 17.4°C이고 연평균 강수량은 1386mm이다.

## 행정 구역
4개 가도, 16개 진, 10개 향을 관할한다.
- 가도: 张公桥街道, 泊水街街道, 上河街街道, 篦子街街道.
- 진: 通江镇, 牟子镇, 土主镇, 白马镇, 茅桥镇, 青平镇, 苏稽镇, 水口镇, 安谷镇, 棉竹镇, 全福镇, 童家镇, 九峰镇, 罗汉镇, 临江镇, 车子镇.
- 향: 悦来乡, 关庙乡, 石龙乡, 剑峰乡, 凌云乡, 迎阳乡, 九龙乡, 普仁乡, 平兴乡, 杨湾乡.